# Sherwood L. Washburn
Sherwood Larned Washburn (* 26. November 1911 in Cambridge, Massachusetts; † 16. April 2000 in Berkeley, Kalifornien) war ein US-amerikanischer Anthropologe und Paläoanthropologe.

## Werdegang
Sherwood („Sherry“) Washburn war der zweite Sohn des Pfarrers Henry Bradford Washburn, der als Dekan der Episcopal Theological School vorstand. Sherwood Washburn wurde auf Privatschulen unterrichtet und wechselte nach dem Besuch der Groton School in Groton (Massachusetts) (von 1926 bis 1931) an die Harvard University, wo er 1935 seinen Bachelor-Titel erwarb. Anschließend verfasste er bis 1940 unter Earnest Hooton seine Doktorarbeit auf dem Gebiet der Osteologie über asiatische Languren und Makaken, deren Skelettsystem er vergleichend untersuchte.
An der Medical School der Columbia University (New York) unterrichtete Washburn danach das Fach Anatomie unter Theodosius Dobzhansky. 1947 ging er an die University of Chicago, wo er im Institut für Anthropologie beschäftigt war. 1958 wurde er auf eine Professur für Anthropologie an der University of California, Berkeley berufen, die er bis zu seiner Emeritierung im Jahr 1979 innehatte. 1962 wurde er in die American Academy of Arts and Sciences gewählt, 1963 in die National Academy of Sciences.

## Forschungsthemen
Bereits während seines Studiums hatte Sherwood Washburn Gelegenheit, an einer Expedition nach Thailand teilzunehmen, in deren Verlauf asiatische Primaten erforscht wurden. Gleichwohl erforschte er in New York zunächst auch das Wachstum der Knochen im Kopf von Ratten, in der Hoffnung, Vergleiche mit Primaten ziehen zu können. Dieses Vorgehen stieß allerdings auf große Skepsis bei seinen Vorgesetzten, so dass er sich nach seinem Wechsel nach Chicago nur noch mit der Anatomie von Primaten und deren Verhalten beschäftigte.
Sein erster Afrika-Aufenthalt (1948) brachte ihm nicht nur die Bekanntschaft mit Raymond Dart und Robert Broom ein, sondern eröffnete ihm später auch die Möglichkeit, ab 1955 in Kenia das Verhalten von Pavianen zu untersuchen, woraus er wichtige Einsichten über die Evolution des Verhaltens beim Menschen gewann: Er war einer der ersten Anthropologen, die zur Rekonstruktion der Stammesgeschichte der Primaten neben dem Vergleichen ihrer anatomischen Besonderheiten auch das Verhalten der rezenten Arten berücksichtigten. Diese von Washburn initiierte Neuausrichtung der Anthropologie, die auch sein Schüler Francis Clark Howell aufgriff, veranlasste Anfang der 60er-Jahre Louis Leakey dazu, Jane Goodall das Verhalten frei lebender Schimpansen erforschen zu lassen und wenig später auch Dian Fossey (Gorillas) und Birutė Galdikas (Orang-Utans) zu unterstützen.

## Neuausrichtung der Anthropologie
In einem Nachruf der University of California, Berkeley wurde Washburn wegen seines ganzheitlichen Ansatzes als „Vater der modernen Primatenforschung“ gewürdigt: „Washburn wies als Erster darauf hin, dass der Werkzeuggebrauch, die Jagd und die Arbeitsteilung zwischen den Geschlechtern entscheidend für die Evolution des Menschen gewesen seien.“ Hintergrund dieser Würdigung war u. a. auch, dass Washburn 1950 zusammen mit Theodosius Dobzhansky das Cold Spring Harbor Symposium on Quantitative Biology veranstaltet hatte, in dessen Folge die Fixierung der Anthropologen auf „idealtypische menschliche Rassemerkmale“ aufgegeben und stattdessen der Blick auf reale Populationen gelenkt wurde – was einer Abkehr vom latenten Rassismus der Anthropologie der vorhergehenden hundert Jahre gleichzusetzen war. Publiziert wurde dieser Vorschlag für eine Neuausrichtung des Fachgebiets 1951 in seiner später mehrfach neu abgedruckten Schrift The new physical anthropology. Durch zwei von ihm Anfang der 60er-Jahre organisierte, internationale Kongresse und deren Ergebnisbände (Social Life of Early Man, 1961, sowie Classification and Human Evolution, 1963) gewann die von Sherwood Washburn initiierte Neuausrichtung der Anthropologie weltweite Beachtung.
1962 verurteilte Sherwood Washburn in seiner Eigenschaft als Präsident der American Anthropological Association in einer Ansprache auf der Jahrestagung dieser Organisation eine Veröffentlichung seines umstrittenen Kollegen Carleton Coon. Dessen kurz zuvor erschienenes Buch The origin of races wurde damals von Anhängern der Rassentrennung als angeblich wissenschaftlicher Beleg für die Berechtigung ihrer Forderungen angeführt und war auch von einigen Anthropologen für seine Aussagekraft gelobt worden. Washburns Kritik wurde unter dem Titel The Study of Race veröffentlicht, wozu der Primatenforscher und Genetiker Jonathan Marks, in dessen Seminar Washburn 1998 seinen letzten wissenschaftlichen Vortrag hielt, in einem Nachruf anmerkte: „Es kann kaum angezweifelt werden, dass Coon und andere ältere, reaktionäre Kollegen in ihm einen Verräter seiner Rasse und seiner Klasse sahen.“
Sherwood Washburn war viele Jahre lang in der American Association of Physical Anthropologists aktiv und Herausgeber des American Journal of Physical Anthropology. Am 16. April 2000 starb er an den Folgen einer Lungenentzündung im Alta Bates Medical Center in Berkeley. Von 1938 bis zu ihrem Tod im Jahr 1985 war er mit Henrietta Pease verheiratet gewesen; Washburn hinterließ zwei Söhne.

## Publikationen (Auswahl)
- The new physical anthropology. In: Transactions of the New York Academy of Sciences, Series II. Band 13, Nr. 7, 1951, S. 298–304, doi:10.1111/j.2164-0947.1951.tb01033.x.
- Evolution of human behavior. In: A. Roe, G. G. Simpson: Behavior and Evolution. Yale University Press, New Haven, CT, 1958.
- als Hrsg.: Social Life of Early Man. Aldine Publishing Company, Chicago 1961.
- The Study of Race. In: American Anthropologist, Bd. 65. 1963, S. 521–532.
- als Hrsg.: Classification and Human Evolution. Wenner-Gren Foundation, New York 1963.
- Tools and human evolution. In: Scientific American. Band 203, Nr. 3, 1966, S. 63–75.
- mit Ruth Moore: Ape Into Man. Little, Brown, Boston 1974.
- Tools and Human Evolution. In: Glynn Isaac, Richard Leakey: Human Ancestors. W. H. Freeman, San Francisco 1979, ISBN 978-0-7167-1101-8.
- Kalahari Hunter-Gatherers: Studies of the ǃKung San and Their Neighbors. iUniverse, 1999, ISBN 1-58348-125-7.
- mit Thomas Marlowe und Charles T. Ryan: Discrete Mathematics. Addison-Wesley, Wokingham, Berks 1999.

## Belege
1. ↑  The University of California Nachruf von Francis Clark Howell.
2. ↑  Sherwood Washburn, Pioneer in Primate Studies, Dies at 88. (Memento vom 18. Juli 2011 im Internet Archive) Zitat: „He brought together an unprecedented variety of disciplines to provide insight into the evolutionary origins of human anatomy and behavior. He opened up the study of primate behavior in natural habitats.“ (David A. Hamburg, Carnegie Foundation).
3. ↑  „Washburn was the first to propose that tool use, hunting and a gender division in labor had been critical in human evolution. He also saw 40 years ago that humans had evolved from an ancestor that walked on its knuckles, like contemporary great apes.“ In: Sherwood L. Washburn, father of modern primatology and UC Berkeley professor of anthropology emeritus, dies at age 88. Auf: berkeley.edu vom 17. April 2000.
4. ↑  Jonathan Marks: Sherwood Washburn, 1911–2000. In: Evolutionary Anthropology. Band 9, Nr. 6, 2000, S. 225, doi:10.1002/1520-6505(2000)9:6<225::AID-EVAN1000>3.0.CO;2-G.
5. ↑  Jonathan Marks: Sherwood Washburn, 1911–2000. In: Evolutionary Anthropology. Band 9, Nr. 6, 2000, S. 226.
6. ↑  Nachruf: Sherwood Washburn: Famed Anthropologist. Auf: San Francisco Chronicle vom 20. April 2000.

| Personendaten    | Personendaten                                |
| ---------------- | -------------------------------------------- |
| NAME             | Washburn, Sherwood L.                        |
| ALTERNATIVNAMEN  | Washburn, Sherwood Larned; Washburn, Sherry  |
| KURZBESCHREIBUNG | US-amerikanischer Paläoanthropologe          |
| GEBURTSDATUM     | 26. November 1911                            |
| GEBURTSORT       | Cambridge, Massachusetts, Vereinigte Staaten |
| STERBEDATUM      | 16. April 2000                               |
| STERBEORT        | Berkeley, Kalifornien, Vereinigte Staaten    |